# Awtuw
L'awtuw (ou kamnum) est une langue papoue parlée en Papouasie-Nouvelle-Guinée, dans la province de Sandaun.

## Classification
L'awtuw forme avec le karawa et le pouye les langues ram, un des groupes rattachés aux langues sepik, une famille de langues papoues.

## Sources
- (en) Harald Hammarström, Robert Forkel, Martin Haspelmath, Sebastian Bank, Glottolog, Awtuw.